# Alaranjado (heráldica)
Na heráldica, o alaranjado - ocasionalmente referido como aurora - é um esmalte que corresponde à coloração laranja. É um esmalte não tradicional, usado em algumas tradições heráldicas como a francesa, a catalã e a sul-africana, mas não admitido na maioria das restantes, incluindo a portuguesa, a alemã e a italiana. Na armaria britânica, a coloração laranja é admitida, mas é designada "sépia" (tenné, na terminologia heráldica inglesa).
No âmbito da vexilologia, o alaranjado é também usado como coloração de diversas bandeiras, mas neste caso é usualmente referido como "laranja". Nas bandeiras do subcontinente indiano, o alaranjado é oficialmente referido como "açafrão", cor associada ao nacionalismo hindu.
O termo "alaranjado" deriva de "laranja" que, alguns autores dizem vir do latim aurantium(dourado), em referência à cor dos frutos da laranjeira. Outros referem uma origem no sânscrito narangah, que literalmente significa "veneno para elefantes", numa referência a uma lenda de um elefante glutão que morrera de tanto comer laranjas. Do sânscrito, a palavra teria passado ao persa narang, deste ao árabe  narandja e deste último ao português "laranja".
O uso mais conhecido do alaranjado foi como cor principal do libré da Casa de Orange (reinante nos Países Baixos), constituindo um símbolo falante da mesma. Acabou por deixar simbolizar meramente a Casa Real e tornar-se a cor nacional dos Países Baixos.

## Uso e representação
Na primitiva heráldica de origem europeia, os esmaltes clássicos limitavam-se a dois metais (ouro e prata) e a cinco cores (vermelho, azul, negro, verde e púrpura). Contudo, em épocas posteriores, foram introduzidos esmaltes adicionais no âmbito de determinadas heráldicas nacionais ou regionais, os quais não foram contudo aceites fora das mesmas. O alaranjado foi um desses esmaltes adicionais, o qual é geralmente apenas aceite e usado no seio da heráldica de tradição francesa, catalã, polaca e sul-africana. Nestas heráldicas, o alaranjado é incluído na classe das cores (não metais). O esmalte sépia (tenné, tenny ou tawny) usado na heráldica de tradição inglesa é representado por uma coloração próxima do alaranjado, sendo considerado uma "mancha" (marca de difamação).
Como é prática comum na heráldica, a tonalidade em que o alaranjado deve ser representado não se encontra definida com exatidão, devendo ser deixada à liberdade e ao critério do artista heráldico. Importa contudo que a tonalidade escolhida não o faça confundir-se com um esmalte distinto, como por exemplo o ouro (no caso de um tom muito claro) ou com o vermelho (no caso de um tom muito escuro).
Apesar do alaranjado não ter sido incluído no sistema de representa monocromática, por hachura, criado por Silvestre Petra Sancta e publicado originalmente em 1638, foi desenvolvida posteriormente uma representação para o mesmo. Esta consiste em linhas verticais alternadas com pontos.

## Exemplos de utilização

### Heráldica

#### Brasões cívicos
- Armas do território de Anguilla
- Armas da comuna de Anthy-sur-Léman, França
- Armas da República da Arménia
- Arma da comuna de Coutarnoux, França
- Armas da comuna de Le Sap, França
- Armas da comuna de Monchy-sur-Eu, França
- Armas do município de Nuevo Colón, Colômbia
- Armas da comuna de Opatów, Polónia
- Armas da cidade de Pleven, Bulgária
- Armas da cidade de Saint-Honoré, Quebec
- Armas da comuna de Tavel, França
- Armas do município de Xerta, Catalunha

#### Brasões pessoais e familiares
- Armas do clã Delpacy, Polónia
- Armas da família Lagouanelle-Dély, França
- Armas do bispo John Lu Pei Sen de Yanzhou, China

### Vexilologia

#### Bandeiras nacionais
- Antiga bandeira da África do Sul
(1928-1994)
- Bandeira da Arménia
- Bandeira do Butão
- Bandeira da Costa do Marfim
- Bandeira das Ilhas Marshall
- Bandeira da Índia
- Bandeira da Irlanda
- Antiga bandeira do Império Marata
(séculos XVII-XIX)
- Antiga bandeira do Ducado de Nassau
(1806-1866)
- Bandeira do Níger
- Antiga bandeira do Estado Livre de Orange
(1857-1902)
- Antiga bandeira dos Países Baixos
(séculos XVI-XVIII)
- Bandeira do Sri Lanka
- Antiga bandeira do Tibete
(1920-1925)
- Bandeira da Zâmbia

#### Bandeiras regionais
- Bandeira da província da Terra do Fogo, Argentina
- Bandeira do estado de Akwa Ibom, Nigéria
- Bandeira da província de Bali, Indonésia
- Bandeira do território de Caxemira Livre, Paquistão
- Bandeira do estado de Cojedes, Venezuela
- Bandeira do condado de Homa Bay, Quénia
- Bandeira da província de Nakhon Ratchasima, Tailândia
- Bandeira do condado de Nassau, Nova Iorque, EUA
- Bandeira da província da Nova Irlanda, Papua Nova Guiné
- Bandeira do condado de Orange, Califórnia, EUA

#### Bandeiras locais
- Bandeira da cidade de Ascalão, Israel
- Bandeira do município de Baix Pallars, Catalunha
- Bandeira do burgo do Bronx, cidade de Nova Iorque, EUA
- Bandeira da cidade de Fukushima, Japão
- Bandeira da cidade de Juba, Sudão do Sul
- Bandeira da cidade de Lima, Perú
- Bandeira da cidade de Miami, Flórida, EUA
- Bandeira da cidade de Nova Iorque, EUA
- Bandeira da vila de Orânia, África do Sul
- Bandeira do município de Remolino, Colômbia

#### Bandeiras de chefes de Estado e de governo
- Antiga bandeira do Presidente da África do Sul (1984–1994)
- Estandarte do chefe do executivo municipal (mayor) de Nova Iorque
- Estandarte real dos Países Baixos

#### Bandeiras políticas, sociais e religiosas
- Bandeira arco-íris (bandeira do orgulho LGBT)
- Bandeira budista
- Bandeira da Ordem de Orange
- Bandeira do Partido Social-Democrata, Portugal
- Bandeira sique

#### Bandeiras corporativas
- Bandeira da Administração Federal de Aviação (FAA), EUA
- Bandeira da Real Força Aérea dos Países Baixos
- Bandeira da Guarda Costeira dos Países Baixos
- Antigo distintivo do armador Safmarine, África do Sul (1969-2020)